# Theodor Bussius
Theodor Bussius (* 14. April 1634 in Schleswig; † 23. Dezember 1683 in Dresden) war ein deutscher Mediziner und Leibarzt.

## Leben und Werdegang
Theodor Bussius stammte aus einer Familie von hohem gesellschaftlichem Ansehen. Sein Vater, Georg Bussius, war ein hochfürstlicher holsteinischer Leibarzt. Seine Mutter, Margarethe Gericke, entstammte ebenfalls einer vornehmen Familie; ihre Eltern stammten von Adligen ab, die bedeutende Ämter innehatten, darunter ein Braunschweiger Amtshauptmann und ein Stadtrichter in Magdeburg.
Nach dem Tod seines Vaters im Jahr 1644 wurde Theodor zunächst sechs Jahre auf einem Amtshaus privat unterrichtet und besuchte anschließend zwei Jahre das Gymnasium in Stettin. Im Juli 1649 wurde er an der Universität Rostock als noch Nicht-Eidfähiger eingeschrieben. Sein eigentlicher akademischer Werdegang begann im Sommersemester 1653, als er Medizin in Jena studierte. Nach zwei Jahren wechselte er an die Universität Leiden. In England studierte er Anatomie bei William Harvey, dem Entdecker des Blutkreislaufs. Seine Studien setzte er an französischen Universitäten fort und erwarb am 17. Mai 1659 den Grad eines Lizentiaten in Jena. Am 7. Februar 1660 promovierte er dort ebenfalls.

## Berufliche Laufbahn
Nachdem er eine Zeit lang als Arzt in Freiberg tätig gewesen war, folgte Bussius 1661 dem Rat von Freunden und zog nach Dresden, wo ihn der Stadtrat 1662 zum Physikus ernannte. Im Jahr 1666 wurde er als Reisearzt für das sächsische Herrscherpaar Johann Georg II. und Magdalena-Sibylle sowie den Kurprinzen Johann Georg III. bestellt, anlässlich der Hochzeit in Dänemark des Kurprinzen mit Anna Sophie von Dänemark.
Am 30. November 1676 erhielt Bussius zusammen mit seinen Kollegen Gottfried Wiesener und Heinrich Boezo den Titel eines Rates.
Er verstarb am 23. Dezember 1683 in Dresden.

## Familie
Die Familie Bussius pflegte über Generationen medizinische Traditionen. Sein Bruder Friedrich Bussius diente als Stadt- und Schularzt in Meißen. Theodors Sohn, August Friedrich Bussius, sowie sein Enkel, Friedrich August Bussius (* 1725), führten die Familientradition als Ärzte in Dresden bzw. Halle fort.
Am 1. Mai 1660 heiratete Theodor Bussius Sophia Dorothea Otto (1643–1689), die Tochter des Amtsverwalters von Zadel und Baslitz Sigismund Ott und der Dorothea Voigt. Ihr Großvater väterlicherseits, Johann Otto, war Bürgermeister von Meißen und kursächsischer Amtsschösser. Sophia Dorothea wurde in ihrer Leichenpredigt als eine Frau mit „sonderbarem scharfsinnigem Verstand“ beschrieben, eine Hervorhebung ihrer geistigen Fähigkeiten, die in solchen Dokumenten ungewöhnlich ist.
Das Ehepaar hatte zahlreiche Kinder, von denen jedoch viele früh verstarben: Drei kamen tot zur Welt, die meisten anderen starben in der Kindheit. Eine Tochter erreichte das Jugendalter und verstarb mit 16 Jahren. Zum Zeitpunkt von Sophia Dorotheas Tod im Jahr 1689 überlebten der Sohn August und die Töchter Auguste Dorothee, Marie Dorothee und Sophie Dorothee, letztere verheiratet mit dem Sekretär des Kurprinzen, August Bayer auf Steinicht-Wolmsdorf. Eine weitere Tochter verstarb vor 1683 und war mit dem Juristen und Hofrat in Zeitz, Caspar Theodor Neefe, verheiratet. Dieser stammte aus der Chemnitzer Familie Neefe.